# 林誠
林誠（1426年—1487年），字貴實，原號抑菴，改號頤菴，再改號井菴，福建興化府莆田縣人，明朝政治人物。

## 生平
林誠出生二十四日喪父，由祖父林英帶至京師撫育，七歲時祖父亦去世，景泰四年（1453年）癸酉科福建鄉試第一百三十六名舉人，天順八年（1464年）甲申科進士。以迎母乞假歸里，成化三年（1467年）九月授廣東道監察御史，四年（1468年）十月上言論劾首輔商輅，下詔獄被廷杖，五年（1469年）巡按直隸，六年（1470年）巡視長蘆鹽課，八年（1472年）六月養病，奉母歸里，十九年（1483年）病愈赴京，起復原職，二十年（1484年）巡視兩浙鹽課，二十一年（1485年）引疾致仕，二十三年（1487年）十一月卒於家。

## 家族
曾祖林嗣仁，贈兵部員外郎；祖父林英，兵部員外郎；父林輝，永樂二十二年進士。母吳氏，國子監博士吳公女。